# Протесты в Чили (2019)
Протесты в Чили в 2019-20 годах — серия гражданских акций протеста, проходивших в нескольких городах Чили.
Основной причиной беспорядков стало сильное экономическое неравенство. Также среди требований протестующих: принятие новой Конституции (планировавшийся 26 апреля 2020 г. плебисцит об изменении Конституции перенесён на 26 октября из-за пандемии), увеличение налогов для богатых, повышение минимальных зарплат и пенсий, национализация предприятий водоснабжения. 
Протесты начались в столице Сантьяго как скоординированная кампания учащихся средних школ и студентов в метрополитене в ответ на очередное подорожание проезда на метро на 30 песо (власти уже повышали тариф на 20 песо в январе). Молодые люди стали перепрыгивать через турникеты, их останавливала полиция, что привело к столкновениям и стихийным демонстрациям. Далее последовали захваты главных железнодорожных станций города и открытые столкновения с национальной полицией ("карабинерос").
Жёсткие действия правоохранителей спровоцировали ещё большее негодование чилийцев. 18 октября ситуация обострилась, поскольку организованные группы протестующих учинили беспорядки по всему городу, захватив многие терминалы сети метро и отключив их, с обширным повреждением инфраструктуры, в результате чего всё метро вышло из строя и было отключено.
18 октября президент Чили Себастьян Пиньера объявил чрезвычайное положение, санкционировав развёртывание сил чилийской армии в основных регионах для обеспечения порядка. Комендантский час объявлен 19 октября в районе Большого Сантьяго впервые с 1987 года, в конце диктатуры Пиночета. 19 октября в центр Сантьяго была стянута бронетехника. В результате протестов погибли по меньшей мере 15 человек, 62 полицейских и 15 гражданских получили ранения.
Протесты и беспорядки распространились на другие города, в том числе на Консепсьон, Сан-Антонио и Вальпараисо. Чрезвычайное положение было распространено на провинцию Консепсьон, весь регион Вальпараисо (кроме острова Пасхи и архипелага Хуана Фернандеса), а также городов Кокимбо, Ла-Серена и Ранкагуа.
Несмотря на уступки со стороны правительства, чилийцы продолжают выходить на улицы своих городов, чтобы высказаться против экономического неравенства и дорогостоящих услуг в сферах образования и здравоохранения.
22 октября президент С. Пиньера анонсировал разработку мер социальной поддержки для урегулирования ситуации с протестами. Пакет поправок стоимостью 1,2 миллиарда долларов предполагает социальные меры, включающие повышение минимальной пенсии и зарплаты, снижение цен на лекарства, снижение на 10 % оплаты за здравоохранение и электроэнергию, повышение налогов для лиц с высокими доходами и снижение зарплат депутатов и высокопоставленных госслужащих.
24 октября Палата депутатов Чили создала комиссию по расследованию действий силовых ведомств во время протестов, в результате которых были задержаны тысячи и погибли 18 человек.
В поддержку протестующих чилийцев демонстрации  прошли также в Германии, Франции, Испании, Уругвае, США, Канаде, Австралии и других странах.. В Аргентине на их фоне 21 октября произошли серьёзные столкновения.
25 октября, в пятницу, в столице больше миллиона человек приняло участие в протестной демонстрации, ставшей крупнейшей в истории страны. После этого Пиньера отправил правительство в отставку.
Несмотря на обновления состава правительства (восемь министров в Чили лишились постов, в том числе министр внутренних дел и общественной безопасности Андрес Чадвик), протесты в стране не утихли и в понедельник, 28 октября, сотни демонстрантов вышли на улицы Сантьяго. Протесты переросли в столкновения с полицией.

## Последствия
30 октября Пинера объявил об отмене в стране встречи АТЭС в ноябре и климатического форума в декабре.